# Marmoiral de Sobrado

O Monumento funerário de Sobrado, também referido como Memorial da Boavista e Marmoiral de Sobrado, localiza-se à entrada da Quinta da Boavista, freguesia de Sobrado, município de Castelo de Paiva, distrito de Aveiro, em Portugal.
Integra a Rota do Românico do Vale do Sousa.
Encontra-se classificado como Monumento Nacional pelo Decreto nº 37 728, publicado no DG de 5 de janeiro de 1950.

## História
A questão da sua periodização é complexa, de vez que a sua estrutura tem uma expressão diversa de outros memoriais, não permitindo comparações tipológicas. Ainda assim, tem sido considerado de meados do século XIII.